# Ježinci
Ježinci (lat. Echinoidea) su razred bodljikaša najčešće okruglasta, rjeđe srcasta ili pločasta tijela s gornje strane prekrivena pomičnim bodljama.

## Građa tijela
S donje strane tijela su usta u kojima se nalazi 5 zubića. Oko usta se nalazi i 5 pari usnih nožica koje služe kao kemijska osjetila za izbor hrane. Tu se nalazi i 5 busenastih struktura koje služe za disanje. U 5 pravilnih dvoredova kroz rupice u pločicama prolaze prionljive nožice uz pomoć čijih se ljepljivih vrškova ježinci hvataju za podlogu. Dvoredovi završavaju na gornjoj (vršnoj) strani s jednom osjetnom nožicom. Na površini tijela se nalaze mnogobrojni sitni privjesci štipaljke. Crijevni otvor nalazi se s gornje strane

## Stanište
Nastanjuju kamenita i pješčana dna, livade morskih cvjetnica. Ježinci nepravilnog oblika, nepravilnjaci, većinom žive u izvaneuropskim morima, mnogi u velikim dubinama.

## Prehrana
Hrane se algama i uginulim organizmima koje nanose morske struje, pretežno su biljojedi, ali postoje i grabežljive vrste.

## Razmnožavanje
Plodila ježinaca su u tjelesnoj šupljini u međuzrakama s vršne strane. Spolni proizvodi izlaze izravno u vodu gdje se oplođuju vanjskom oplodnjom. Stvaraju milijune jajašaca, a za leglo se brinu jedino arktički oblici. Razdvojenog su spola.

## Prirodni neprijatelji
Prirodni neprijatelji su im ribe, zvjezdače i rakovi. Najviše stradaju od nametnika praživotinja, oblića, veslonožaca, vitičara i dr.

## Razdioba
Poznato je oko 800 vrsta ježinaca. U Jadranskome moru žive: dugobodlji morski turban (Cidaris cidaris) kojemu su bodlje dvostruko dulje od promjera tijela, Stylocidaris affinis, crni ježinac (Arbacia lixula) nastanjuje hridinasto tlo, ljubičasti ježinac (Sphaerechinus granularis) kojemu su bodlje ljubičaste i kratke (oko 2 cm), boravi na pjeskovitom i hridinastom tlu, kuglasti ježinac (Echinus melo) živi na pješčanom dnu, patuljasti ježinac (Psammechinus microtuberculatus) živi na mjestima gdje ima algi i morskih cvjetnica, hridinski ježinac (Paracentrotus lividus) nastanjuje plitke kamenite obale. Od ježinaca nepravilna oblika, u Jadranskome moru žive maleni ježinac (Echinocyamus pusillus) i grimizni divojež (Spatangus purpureus) srcasta oblika s rijetkim dugačkim i gustim kratkim bodljama.
- Podrazred Cidaroidea Smith, 1984
  - Red Cidaroida Claus, 1880
    - Porodica Anisocidaridae Vadet, 1999 †
    - Nadporodica Cidaridea Gray, 1825
    - Porodica Diplocidaridae Gregory, 1900 †
    - Porodica Heterocidaridae Mortensen, 1934 †
    - Nadporodica Histocidaroidea Lambert, 1900
    - Porodica Miocidaridae Durham & Melville, 1957 †
    - Porodica Polycidaridae Vadet, 1988 †
    - Porodica Rhabdocidaridae Lambert, 1900 †
    - Porodica Serpianotiaridae Hagdorn, 1995 †
    - Porodica Triadocidaridae Smith, 1994 †
- Podrazred Euechinoidea Bronn, 1860
  - Infrarazred Acroechinoidea Smith, 1981
    - Red Aspidodiadematoida Kroh & Smith, 2010
    - Red Diadematoida Duncan, 1889
    - Red Micropygoida Kroh & Smith, 2010
    - Red Pedinoida Mortensen, 1939
    - Red Pedinothuria Gregory, 1897 †
    - Red Pelanechinidae Groom, 1887 †

  - Infrarazred Carinacea Kroh & Smith, 2010
    - Nadred Calycina Gregory, 1900
    - Nadred Echinacea Claus, 1876
    - Porodica Hemicidaridae Wright, 1857 †
    - Porodica Orthopsidae Duncan, 1889 †
    - Porodica Pseudodiadematidae Pomel, 1883 †

  - Red Echinothurioida Claus, 1880
    - Porodica Echinothuriidae Thomson, 1872
    - Porodica Kamptosomatidae Mortensen, 1934
    - Porodica Phormosomatidae Mortensen, 1934

  - Infrarazred Irregularia Latreille, 1825
    - Nadred Atelostomata von Zittel, 1879
    - Rod Atlasaster Lambert, 1931 †
    - Porodica Desorellidae Lambert, 1911 †
    - Red Echinoneoida H. L. Clark, 1925
    - Porodica Galeropygidae Lambert, 1911 †
    - Rod Grasia Michelin, 1854 †
    - Red Holectypoida Ducan, 1889 †
    - Porodica Menopygidae Lambert, 1911 †
    - Rod Mesodiadema Neumayr, 1889 †
    - Nadred Neognathostomata Smith, 1981
    - Porodica Pygasteridae Lambert, 1900 †
    - Porodica Pygorhytidae Lambert, 1909 †

## Vanjske poveznice
|  | Zajednički poslužitelj ima još gradiva o temi Echinoidea |
|  | Wikivrste imaju podatke o taksonu Echinoidea             |